# Flakpanzer IV Kugelblitz
El Flakpanzer IV Kugelblitz (Centella) va ser una peça d'artilleria antiaèria autopropulsada construïda sobre el xassís del Panzer IV. Desenvolupada durant la Segona Guerra Mundial només se'n van construir una sèrie pilot de 5 unitats. A diferència dels dissenys anteriors d'artilleria autopropulsada antiaèria tenia una torreta totalment tancada.

## Desenvolupament
La necessitat d'un canó antiaeri autopropulsat, capaç d'acompanyar a les divisions blindades, havia esdevingut una prioritat cada cop més urgent per a la Wehrmacht, puix que a partir de 1943, la Luftwaffe era cada cop menys capaç de mantenir la superioritat aèria i protegir-les dels caça bombarders enemics.
Per tant, es van construir sobre el xassís del Panzer IV, dissenys improvisats per a combatre aquella amenaça; començant pel Möbelwagen i passant pels models Wirbelwind i Ostwind. Tot i això, aquests dissenys eren dissenys alts i amb tapes laterals abatibles o torretes sense sostre, sense cap protecció per a la tripulació. Anaven armats amb el 2cm Flak o el 3,7 Flak 43. Aquests defectes s'havien d'eliminar amb el Kugelblitz, el desenvolupament final del Flakpanzer IV. El Kugelblitz combinava el xassís i la superestructura bàsica del Panzer IV amb una torreta de nou disseny. La torreta era totalment tancada i podia fer 360° de través i havia de fer servir el canó MK 103 de 30 mm en un muntatge doble. El MK 103 també s'havia instal·lat en muntatges individuals en avions com el Henschel Hs 129 i el Dornier Do 335. La cadència de foc dels canons de 30 mm era de 450 trets per minut. La producció en massa es va planificar, però no va poder entrar mai en producció per les disrupcions causades pels bombardejos aliats a la producció industrial alemanya.